# Płowężek
Płowężek – osada w Polsce położona w województwie kujawsko-pomorskim, w powiecie brodnickim, w gminie Jabłonowo Pomorskie.
W latach 1975–1998 miejscowość administracyjnie należała do województwa toruńskiego.

## Historia
O Płowężku po raz pierwszy wzmiankowano w 1440 roku – Klein Plofoise była miejscowością w komturstwie pokrzywieńskim, należącą do rycerza Bolka. W 1672 roku w majątku należącym do rodziny Kryskich znajdował się młyn wodny. W 1743 roku podczas wizytacji parafialnej wymieniono żydowską kolonię, istniejącą obok majątku. W XVIII w. we wsi mieszkało 10 gospodarzy, kowal, karczmarz, owczarz, szewc i pastuch. Młyn wodny znajdował się w dzierżawie. Kolejnymi właścicielami wsi byli Adam Rutkowski (od 1786), landrat brodnicki Józef Wybicki (od 1840), Teodor Donimirski (od 1854), a pod koniec XIX w. Arnold Borris.

## Charakterystyka
Obecna wieś to osada popegeerowska, nierozwojowa o funkcji rolniczej. Cały obszar znajduje się w Obszarze Chronionego Krajobrazu Dolina Osy i Gardęgi.
Nad Osą znajdują się ruiny dawnego spichlerza dworskiego z końca XIX wieku oraz mocno zdewastowany park dworski z początku XX wieku.
Przez Płowężęk przebiegają szlaki turystyczne:
- : Brodnica – Jabłonowo Pomorskie – Łasin (55 km)
- : Radzyń Chełmiński – Ostrowite (32 km)[3]